# Едуард Уайт
Едуард Хигинс Уайт (на английски: Edward Higgins White, 14 ноември 1930 г., Сан Антонио, Тексас, САЩ – 27 януари, 1967 г., Космически център Джон Ф. Кенеди, Флорида, САЩ) – американски астронавт, инженер, подполковник от USAF, първият американец в открития космос (3 юни 1965 г.). Загинал при пожар по време на изпитания на космическия кораб „Аполо 1“ заедно с другите членове на екипажа – Върджил Грисъм и Роджър Чафи.

## Биография
След завършване на гимназия в родния си град постъпва за обучение във Военната академия на САЩ в Уест Пойнт, където получава бакалавърска степен през 1952 г. През 1959 г. получава магистърска степен в Мичиганския университет. По време на службата си като пилот на изтребител и летец-изпитател има налетяни повече от 3000 часа на различни типове самолети. Женен с три деца.

## Кариера в НАСА
Ед Уайт е избран като част от втората група на астронавтите на НАСА през 1962 г.

### Джемини 4
Като пилот на „Джемини 4“, Уайт става първият американец, който прави излизане в открития космос на 3 юни 1965 г. Той намира това за толкова вълнуващо, че не изпитва особено желание за прекратяване на излизането в определеното време, и е трябвало да бъде принуден да се върне обратно в космическия кораб. Докато той е отвън, изпуска резервната си топлинна ръкавица през отворения люк на космическия кораб. Така тя става част от космическите отпадъци в ниска орбита около Земята за известно време, докато не изгори при повторното си влизане в земната атмосфера.
След това е назначен за командир на резервния екипаж на Джемини 7 заедно Майкъл Колинс – пилот на мисията. По обичайния начин на ротация на екипажите в програмата „Джемини“, Уайт е трябвало да бъде командир на резервния екипаж на Джемини 10, което щеше да го направи част от първата група, летяла два пъти. През 1966 г. обаче е избран за старши пилот (второ място) за първите пилотирани полети от програмата Аполо.

## Аполо 1
Уайт се обучава за старши пилот на екипажа в състав: Върджил Грисъм – командир и пилот Роджър Чафи. На 27 януари се провежда пълен генерален тест на стартовия процес на космическия кораб в Космическия център Джон Ф. Кенеди, Флорида. По средата на теста обаче избухва пожар в кабината на екипажа, който причинява смъртта и на тримата мъже.

## Последна почит
Телата на загиналите астронавти са погребани с всички държавни и военни почести. Грисъм и Чафи са погребани във Националното военно гробище в Арлингтън в присъствието на президента на САЩЛиндън Джонсън. Уайт е погребан във военното гробище на Американската академия в Уест Пойнт. Мемориални плочи са поставени на мястото на инцидента в Кейп Кенеди – стартовият комплекс LC 34.
На името на Уайт са наречени много училища, болница, парк, остров, летище, звезда и др.

## Награди
1. През 1969 г. Уайт е посмъртно награден с Медал на НАСА „За изключителна служба“.
2. На 17 декември 1997 г., Едуард Уайт е награден (посмъртно) от Конгреса на САЩ с Космически медал на честта – най-високото гражданско отличие за изключителни заслуги в областта на аерокосмическите изследвания.